# Murraya ovatifoliolata
Murraya ovatifoliolata är en vinruteväxtart som först beskrevs av Adolf Engler, och fick sitt nu gällande namn av Karel Domin. Murraya ovatifoliolata ingår i släktet Murraya och familjen vinruteväxter. Inga underarter finns listade i Catalogue of Life.